# Гарячі стежки
«Гарячі стежки» — радянський художній фільм 1971, знятий на кіностудії «Узбекфільм».

## Сюжет
1943 рік. В пісках Каракумів працює наукова експедиція на чолі з професором Сагдулаевим (Набі Рахімов). В пісках, неподалік від них, німецький літак скидає десантників, переодягнених в радянську військову форму. У диверсантів завдання: взяти вибухівку, заховану в руїнах старої фортеці, і підірвати стратегічний міст через Аму-Дар'ю. Члени експедиції вступають в нерівну боротьбу з ворогами…

## У ролях
- Ходжадурди Нарлієв — Рахімов
- Максуд Мансуров — Мурад
- Набі Рахімов — Хамід Азізович Сагдулаєв
- Клара Лучко — Катерина Василівна
- Станіслав Фесюнов — Олексій Гусаров
- Валерій Носик — Анатолій
- Імеда Кахіані — Гурам Чіргадзе, лікар-паразитолог
- Сергій Полежаєв — Махотін
- Артік Джаллієв — Усман/Шералі
- Джавлон Хамраєв — Саїд
- Каарел Карм — шеф розвідки
- Рейн Арен — Гецке
- Михайло Васильєв — Лот
- Іногам Адилов — німий
- Ігор Боголюбов — Строгов
- Олег Хроменков — диверсант, переодягнений в радянську форму
- Рудольф Аллаберт — диверсант
- Павло Кашлаков — диверсант
- Закір Мухамеджанов — секретар райкому
- Санат Діванов — капітан

## Знімальна група
- Режисер — Юлдаш Агзамов
- Сценарист — Артур Макаров
- Оператори — Ергаш Агзамов, Мирон Пенсон
- Композитор — Тулкун Курбанов
- Художник — Анатолій Шибаєв